# Minnesota Vikings 2024
La stagione 2024 dei Minnesota Vikings è stata la 64ª della franchigia nella National Football League, la 9ª giocata allo U.S. Bank Stadium e la terza con Kevin O'Connell come capo allenatore.
Il 6 luglio una tragedia colpì la squadra quando il rookie scelto nel quarto giro Khyree Jackson morì in un incidente stradale nelle prime ore del mattino.

## Scelte nel Draft 2024
| Scelte dei Vikings nel Draft 2024 |                  |                      |       |                    |
| Ordine del Draft                  | Ordine del Draft | Giocatore            | Ruolo | College            |
| Giro                              | Scelta           | Giocatore            | Ruolo | College            |
| 1                                 | 10               | J.J. McCarthy        | QB    | Michigan           |
| 1                                 | 17               | Dallas Turner        | LB    | Alabama            |
| 4                                 | 108              | Khyree Jackson       | CB    | Oregon             |
| 6                                 | 177              | Walter Rouse         | OT    | Oklahoma           |
| 6                                 | 203              | Will Reichard        | K     | Alabama            |
| 7                                 | 230              | Michael Jurgens      | C     | Wake Forest        |
| 7                                 | 232              | Levi Drake Rodriguez | DT    | Texas A&M–Commerce |

## Staff
| Staff dei Minnesota Vikings |
| --- |
| Organi dirigenziali - Proprietario/chairman – Zygi Wilf - Proprietario/president – Mark Wilf - Proprietario/vice chairman – Leonard Wilf - Chief operating officer – Andrew Miller - General manager – Kwesi Adofo-Mensah - Vice presidente esecutivo delle operazioni del football – Rob Brzezinski - Co-direttore del personale dei giocatori – Jamaal Stephenson - Co-direttore del personale dei giocatori – Ryan Monnens - Direttore degli osservatori del college – Mike Sholiton - Direttore degli osservatori dei professionisti – Reed Burckhardt - Director of analytics – Scott Kuhn - Consulente del football senior – Ryan Grigson - Consulente – Bud Grant Capo allenatore - Capo-allenatore: Kevin O'Connell - Assistente c.a. – Mike Pettine Altri allenatori - Preparatore atletico: Josh Hingst - Assistente p.a. – Derik Keyes - Assistente p.a. – Marquis Johnson Allenatori dell'attacco - Coordinatore offensivo – Wes Phillips - Quarterback – Chris O'Hara - Assistente quarterback – Jerrod Johnson - Running back/gioco sulle corse – Curtis Modkins - Wide receiver – Keenan McCardell - Assistente wide receiver – Tony Sorrentino - Tight end/gioco sui passaggi – Brian Angelichio - Offensive line – Chris Kuper - Assistente offensive line – Justin Rascati - Specialista gioco sui passaggi/game management coordinator – Ryan Cordell - Controllo qualità attacco – Derron Montgomery Allenatori della difesa - Coordinatore difensivo – Ed Donatell - Defensive line – Chris Rumph - Assistente defensive line – A'Lique Terry - Outside linebacker/specialista pass rush – Mike Smith - Inside linebackers – Greg Manusky - Assistant linebackers – Sam Siefkes - Defensive backs – Daronte Jones - Assistant defensive backs – Roy Anderson - Defensive quality control – Steve Donatell Allenatori dello special team - Coordinatore dello special team: Matt Daniels - Assistente special team – Ben Kotwica |

## Roster
| Roster dei Minnesota Vikings |
| --- |
| Quarterback - 14 Sam Darnold - 12 Nick Mullens - 19 Brett Rypien Running Back - 32 Ty Chandler - 30 C.J. Ham FB - 33 Aaron Jones Wide Receiver - 3 Jordan Addison - 8 Trishton Jackson - 18 Justin Jefferson - 83 Jalen Nailor - 4 Brandon Powell - 11 Trent Sherfield Tight End - 86 Johnny Mundt - 34 Nick Muse - 84 Josh Oliver Offensive Linemen - 56 Garrett Bradbury C - 64 Blake Brandel G - 71 Christian Darrisaw T - 69 Dan Feeney G - 67 Ed Ingram G - 65 Michael Jurgens C - 75 Brian O'Neill T - 76 David Quessenberry T - 78 Walter Rouse T Defensive Linemen - 90 Jonathan Bullard DE - 97 Harrison Phillips NT - 61 Jalen Redmond DE - 50 Levi Drake Rodriguez DE - 94 Taki Taimani NT - 99 Jerry Tillery DE Linebacker - 6 Brian Asamoah ILB - 51 Blake Cashman ILB - 58 Jonathan Greenard OLB - 54 Kamu Grugier-Hill ILB - 91 Patrick Jones II OLB - 0 Ivan Pace Jr. ILB - 15 Dallas Turner OLB - 43 Andrew Van Ginkel OLB - 52 Jihad Ward OLB Defensive Back - 24 Camryn Bynum FS - 21 Akayleb Evans CB - 2 Stephon Gilmore CB - 1 Shaquill Griffin CB - 26 Theo Jackson FS - 29 Dwight McGlothern CB - 44 Josh Metellus SS - 23 Fabian Moreau CB - 7 Byron Murphy CB - 22 Harrison Smith SS - 20 Jay Ward SS Special Team - 42 Andrew DePaola LS - 16 Will Reichard K - 17 Ryan Wright P Lista delle riserve - 5 Mekhi Blackmon CB (IR) - 63 Jeremy Flax T (IR) - 87 T.J. Hockenson TE (PUP) - 45 Jordan Kunaszyk ILB (IR) - 9 J.J. McCarthy QB (IR) - 59 Gabriel Murphy OLB (IR-DRF) - 66 Dalton Risner G (IR-DRF) - 36 NaJee Thompson CB (IR) Squadra di allenamento - 68 Henry Byrd G - 55 Andre Carter II OLB - 40 Dallas Gant ILB - 37 Myles Gaskin RB - 13 N'Keal Harry TE - 81 Lucky Jackson WR - 63 Ricky Lee T - 28 Bobby McCain FS - 35 Sammis Reyes TE - 98 Bo Richter OLB - 79 Tyrese Robinson G - 36 Zavier Scott RB - 89 Thayer Thomas WR - 85 Robert Tonyan TE - 38 Jaylin Williams CB - 92 Jonah Williams DE - 25 Nahshon Wright CB Roster aggiornato al 8 settembre 2024 53 attivi, 8 inattivi, 16 nella squadra di allenamento |
| Legenda - I rookie sono in corsivo. - Il primo ruolo è il principale mentre gli eventuali successivi indicano i ruoli secondari. - (IR) sta per Injured Reserve ed indica la lista ristretta per un solo giocatore infortunato che può tornare ad allenarsi dopo la settimana 6 e a rientrare in prima squadra dopo che questa ha giocato 8 partite. - (NF-Inj.) / (NF-Ill.) stanno rispettivamente per Non-Football Injured e Non-Football Illness ed indicano le liste dove viene inserito un giocatore che ha un infortunio o una malattia non dipendente dal football americano. - (PUP) sta per Physically Unable to Perform ed indica la lista dove viene inserito un giocatore mentre è in attesa di recuperare la condizione fisica. Nella stagione regolare dopo la sesta partita giocata dalla propria squadra, il giocatore ha tempo tre settimane per riprendere ad allenarsi, più tre settimane aggiuntive dal suo rientro agli allenamenti per rientrare in prima squadra. |

## Precampionato
Il 15 maggio 2024 furono rese note, insieme al calendario della stagione regolare, anche le gare del precampionato.
| Precampionato |           |            |                       |           |        |                         |             |         |
| Settimana     | Data      | Ora (CT)   | Avversario            | Risultato | Record | Stadio                  | TV          | Sintesi |
| 1             | 10 agosto | 3:00 p.m.  | Las Vegas Raiders     | V 24-23   | 1-0    | U.S. Bank Stadium       | Fox 9 (Fox) | Sintesi |
| 2             | 17 agosto | 3:25 p.m.  | @ Cleveland Browns    | V 27-12   | 2-0    | Huntington Bank Field   | Fox 9 (Fox) | Sintesi |
| 3             | 24 agosto | 12:00 p.m. | @ Philadelphia Eagles | V 26-3    | 3-0    | Lincoln Financial Field | Fox 9 (Fox) | Sintesi |

## Stagione regolare

### Calendario
Il calendario della stagione regolare fu reso noto il 15 maggio 2024. Data e orario della gara di settimana 18 furono definiti il 29 dicembre, subito dopo lo svolgimento del diciassettesimo turno.
| Stagione regolare |                    |                    |                        |                    |                    |                                    |                    |                    |
| Settimana         | Data               | Ora (CT)           | Avversario             | Risultato          | Record             | Stadio                             | TV                 | Sintesi            |
| 1                 | 8 settembre        | 12:00 p.m.         | @ New York Giants      | V 28-6             | 1-0                | MetLife Stadium                    | Fox                | Sintesi            |
| 2                 | 15 settembre       | 12:00 p.m.         | San Francisco 49ers    | V 23-17            | 2-0                | U.S. Bank Stadium                  | CBS                | Sintesi            |
| 3                 | 22 settembre       | 12:00 p.m.         | Houston Texans         | V 34-7             | 3-0                | U.S. Bank Stadium                  | CBS                | Sintesi            |
| 4                 | 29 settembre       | 12:00 p.m.         | @ Green Bay Packers    | V 31-29            | 4-0                | Lambeau Field                      | CBS                | Sintesi            |
| 5                 | 6 ottobre          | 8:30 a.m.          | New York Jets (I)      | V 23-17            | 5-0                | Tottenham Hotspur Stadium (Londra) | NFL Network        | Sintesi            |
| 6                 | Settimana di pausa | Settimana di pausa | Settimana di pausa     | Settimana di pausa | Settimana di pausa | Settimana di pausa                 | Settimana di pausa | Settimana di pausa |
| 7                 | 20 ottobre         | 12:00 p.m.         | Detroit Lions          | S 29-31            | 5-1                | U.S. Bank Stadium                  | Fox                | Sintesi            |
| 8                 | 24 ottobre         | 7:15 p.m.          | @ Los Angeles Rams (T) | S 20-30            | 5-2                | SoFi Stadium                       | Prime Video        | Sintesi            |
| 9                 | 3 novembre         | 7:20 p.m.          | Indianapolis Colts (S) | V 21-13            | 6-2                | U.S. Bank Stadium                  | CBS                | Sintesi            |
| 10                | 10 novembre        | 12:00 p.m.         | @ Jacksonville Jaguars | V 12-7             | 7-2                | EverBank Stadium                   | Fox                | Sintesi            |
| 11                | 17 novembre        | 12:00 p.m.         | @ Tennessee Titans     | V 23-13            | 8-2                | Nissan Stadium                     | CBS                | Sintesi            |
| 12                | 24 novembre        | 12:00 p.m.         | @ Chicago Bears        | V 30-27 (DTS)      | 9-2                | Soldier Field                      | Fox                | Sintesi            |
| 13                | 1º dicembre        | 12:00 p.m.         | Arizona Cardinals      | V 23-22            | 10-2               | U.S. Bank Stadium                  | Fox                | Sintesi            |
| 14                | 8 dicembre         | 12:00 p.m.         | Atlanta Falcons        | V 42-21            | 11-2               | U.S. Bank Stadium                  | Fox                | Sintesi            |
| 15                | 16 dicembre        | 7:00 p.m.          | Chicago Bears (M)      | V 30-12            | 12-2               | U.S. Bank Stadium                  | ABC                | Sintesi            |
| 16                | 22 dicembre        | 3:05 p.m.          | @ Seattle Seahawks     | V 27-24            | 13-2               | Lumen Field                        | Fox                | Sintesi            |
| 17                | 29 dicembre        | 3:25 p.m.          | Green Bay Packers      | V 27-25            | 14-2               | U.S. Bank Stadium                  | Fox                | Sintesi            |
| 18                | 5 gennaio          | 7:20 p.m.          | @ Detroit Lions (S)    | S 9-31             | 14-3               | Ford Field                         | NBC                | Sintesi            |

Note:
- Gli avversari della propria division sono in grassetto.
- Il simbolo "@" indica una partita giocata in trasferta.
- (M) indica il Monday Night Football, (T) il Thursday Night Football, (S) il Sunday Night Football e (I) una partita delle NFL International Series.

## Play-off
Al termine della stagione regolare i Vikings arrivarono secondi nella NFC North con un record di 14 vittorie e 3 sconfitte, qualificandosi ai play-off come testa di serie (seed) numero 5. La gara del turno delle  Wild-Card contro i Rams si sarebbe dovuta giocare nello stadio di casa di quest'ultimi ma fu spostata allo State Farm Stadium in Arizona a causa degli estesi incendi che colpirono la zona della contea di Los Angeles nei primi giorni di gennaio. Furono sconfitti in questo primo turno uscendo dai play-off.
| Play-off  |            |           |                        |           |        |                    |      |         |
| Turno     | Data       | Ora (CT)  | Avversario (seed)      | Risultato | Record | Stadio             | TV   | Sintesi |
| Wild Card | 13 gennaio | 7:00 p.m. | @ Los Angeles Rams (4) | S 9-27    | 0-1    | State Farm Stadium | ESPN | Sintesi |

Note:
- Il simbolo "@" indica una partita giocata in trasferta.

## Premi

### Premi settimanali e mensili
- Jonathan Greenard:

difensore della NFC della settimana 3
difensore della NFC del mese di novembre
- Sam Darnold:

giocatore offensivo della NFC del mese di settembre
giocatore offensivo della NFC della settimana 14